# Giljarovia stridula
Giljarovia stridula is een hooiwagen uit de familie aardhooiwagens (Nemastomatidae).